# Mollasani
Mollāsānī (farsi ملاثانی) è il capoluogo dello shahrestān di Bavi, circoscrizione Centrale, nella provincia del Khūzestān. Aveva, nel 2006, una popolazione di 13.979 abitanti.